# Manifestazione di Alexanderplatz

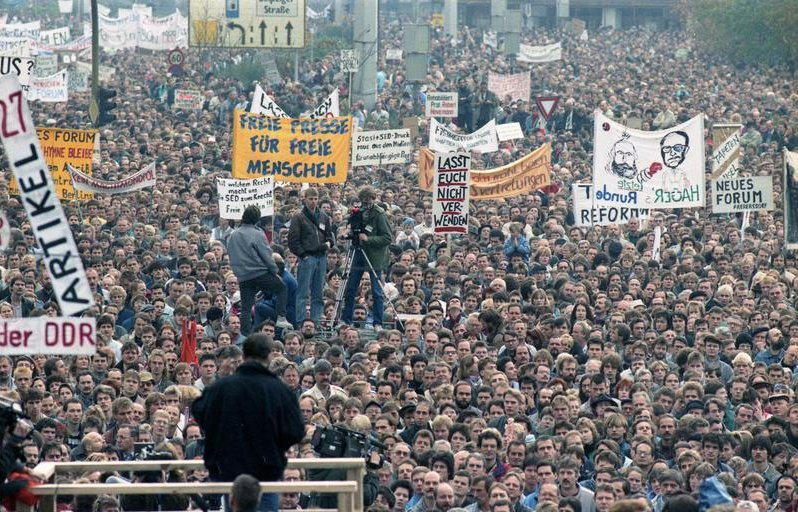
Centinaia di migliaia di cittadini alla manifestazione del 4 novembre.

Manifestanti con striscioni.

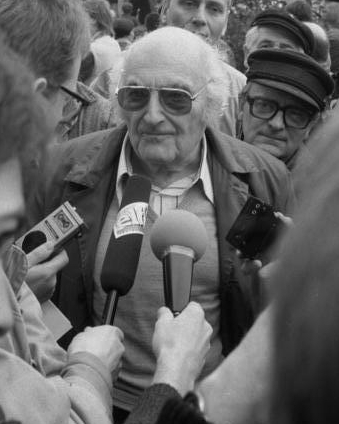
Stefan Heym con i giornalisti.

La manifestazione di Alexanderplatz (in tedesco: Alexanderplatz-Dimostrazione) è una dimostrazione che ha avuto luogo il 4 novembre 1989 a Berlino Est e si è conclusa con una manifestazione ad Alexanderplatz, che, secondo varie stime, ha raccolto da duecentomila persone a un milione, la più grande manifestazione nella storia della Repubblica Democratica Tedesca. La richiesta principale dei manifestanti era il rispetto da parte dello stato del 27° e 28° paragrafo della Costituzione della RDT, che garantiva ai cittadini la libertà di parola e la libertà di riunione. Gli organizzatori della manifestazione erano l'Associazione degli artisti, l'Associazione dei lavoratori cinematografici e televisivi e il Comitato di intrattenimento della RDT.
La manifestazione ad Alexanderplatz è stata la prima azione organizzata ufficialmente dalle autorità condotta da organizzazioni private nella RDT. Dopo lunghi incontri tra la polizia della RDT e la Stasi, il 26 ottobre è stato ottenuto il permesso di organizzare una manifestazione. È stato concordato un elenco di oratori con le autorità, tra cui rappresentanti dell'opposizione, attuali funzionari di partito e intellettuali. Sabato 4 novembre, alle 9:30 è iniziata una manifestazione, alle 11:00 la gente si è recata in Alexanderplatz, dove gli oratori hanno parlato da un palcoscenico improvvisato. Tra gli oratori c'erano personaggi del mondo della cultura: lo scrittore Stefan Heym, l'attore Ulrich Mühe, la scrittrice Christa Wolf, il drammaturgo Heiner Müller, il teologo e dissidente Friedrich Schorlemmer; i rappresentanti del gruppo di opposizione per la pace e i diritti umani Marianna Birtler, rappresentante dell'associazione del Nuovo Forum Jens Reich, il rappresentante del Partito Liberal-Democratico di Germania Manfred Gerlach ha tenuto i discorsi dei movimenti politici dell'opposizione; dal partito al potere (Partito Socialista Unificato di Germania), il presidente dell'Ordine degli Avvocati di Berlino Gregor Gysi, il colonnello-generale in pensione del Ministero della Sicurezza dello Stato Markus Wolf e il segretario del comitato centrale del SED Günter Schabowski.
La stessa dimostrazione e tutti gli interventi dal vivo dal palco sono stati trasmessi per tre ore dalla televisione di stato.
Lo slogan più comune sugli striscioni era "Noi siamo il popolo!" (in tedesco: Wir sind das Volk!), Sono stati trovati anche slogan: "I diritti civili non sono solo sulla carta" (in tedesco: Bürgerrechte nicht nur auf Papier), "40 anni sono sufficienti!" (in tedesco 40 Jahre sind genug), "Privilegi per tutti" (in tedesco. Privilegien für alle), "Socialismo si, Egon no" (in tedesco: Sozialismus ja, Egon nein) e altri.